# MostGraph
MostGraph（モストグラフ）は、チェスト株式会社が東北大学と連携して開発した呼吸機能測定機器である。

## 概要
呼吸インピーダンスの実部は換気にともなう粘性抵抗成分で、虚部はリアクタンスで慣性と弾性の和である。
本機は、喘息やCOPDの病態把握や治療効果判定などに有用性が期待されるオシレーション法を用い、ハミング波や雑音などを含む広帯域の周波数を計測して呼吸インピーダンスを測定する。
安静換気で測定を可能としており、努力呼吸を要するスパイロメトリーに比して被験者の負担を軽減するが、評価視点が異なる研究が報告され、スパイロメトリーを代用せずに補完的検査と扱われる。
測定結果は、5から35ヘルツ (Hz) の周波数特性を経時的に立体カラー画像で直感的に表示する。
チェスト株式会社の清水芳雄博士らと東北大学の黒澤一教授らが開発し、2009年4月にMostGraph-01、2016年4月に卓上型のMostGraph-02を発表した。
日本のほかに6か国で特許 を取得している。

## 評価
健康保険で医療機器として2009年に70点と算定され、2012年に150点と改訂された。
東北大学は2015年度知財功労賞として経済産業大臣表彰を受けた。
2011年11月5日NHK Eテレ「ここが聞きたい!名医にQ」で紹介された。
MosrGraph臨床研究会を年に2回開催している。

## 参考資料
- チェスト株式会社製品紹介 http://www.chest-mi.co.jp/product/respires/mostgraph_01.html

## 脚註
1. 1 2  発明の製品化事例
2. 1 2  Shirai T, Kurosawa H. (2016). “Clinical Application of the Forced Oscillation Technique”. Internal Medicine 55:  559-566.
3. ↑  “喘息・COPDの病態把握に広域周波オシレーション法”.   日経メディカル. 2018年5月19日閲覧。
4. ↑  『呼吸』 28: 1083-1088, 2009.
5. ↑  日本呼吸器学会肺生理専門委員会 (2016). 臨床呼吸機能検査第8版. メディカルレビュー社
6. ↑  『呼吸』 29:40-47、2010.
7. ↑  白井敏博 (2013). “モストグラフのカラー3D画像の有用性”. 喘息 26:  2-9.
8. ↑  http://www.chest-mi.co.jp/
9. 1 2  INPIT. “J-PlatPat”. www7.j-platpat.inpit.go.jp. 2018年5月19日閲覧。
10. ↑  保医発第0430003号、平成21年4月30日.
11. ↑  https://www.jpo.go.jp/news/koho/tizai_koro/document/h27_tizai_kourou/daijin_2.pdf
12. ↑  “MostGraph”.   Chest. 2018年5月19日閲覧。